# Robert Allen
Pour les articles homonymes, voir Robert Allen (homonymie) et Allen.
Robert Allen (né le 15 mars 1811 à West Point, État de l'Ohio, et mort le 5 août 1886 à Genève, Suisse) est un brigadier-général de l'Union.

## Avant la guerre de Sécession
Robert Allen est diplômé de West Point en 1836,.
Il est alors affecté dans l'artillerie en tant que second lieutenant. Il est promu premier lieutenant le 7 juillet 1838. Il a participé à la guerre américano-mexicaine.
Il est promu commandant le 18 avril 1847, pour ses faits d'armes lors de la bataille de Cerro Gordo.

## Guerre de Sécession
Le 19 septembre 1862, alors colonel, Robert Allen est nommé quartier-maître du Département du Missouri, en remplacement du brigadier-général Justus McKinstry. À ce poste, il assure le ravitaillement de la campagne de Vicksburg et celui du général Sherman lors de la campagne d'Atlanta.
Il est promu brigadier-général de volontaires le 23 mai 1863 pour le travail accompli en tant que quartier-maître. Il est ensuite promu major-général le 13 mars 1865, tant dans l'armée régulière que dans les volontaires.

## Après la guerre
Il reste jusqu'à sa retraite en 1878 avec le grade de colonel.